# Aeronautica Nazionale Repubblicana

Hoheitszeichen der A.N.R.
(an den Flügeln ab Oktober 1943)

Hoheitszeichen der A.N.R.
(an Rumpfseiten ab Oktober 1943)
Bei der Luftwaffe direkt unterstellten Maschinen extra zum Balkenkreuz an den Flügeln auch an Kabine und Leitwerk

Hoheitszeichen der Luftwaffe – dieses erschien zum Teil noch bis 1944 (bei den direkt unterstellten Bombern und Transportern an der Ostfront bis 1945) sowie zuletzt auch bei Jagdmaschinen

Aeronautica Nazionale Repubblicana (A.N.R.), amtliche deutsche Bezeichnung Nationalrepublikanische Luftwaffe, war die Bezeichnung der italienischen Luftstreitkräfte, die nach der Kapitulation Italiens am 8. September 1943 den Krieg im Rahmen der Streitkräfte der Italienischen Sozialrepublik (Repubblica Sociale Italiana – RSI) auf der Seite Hitler-Deutschlands und der Achsenmächte bis zum Ende fortsetzten. Diese wird manchmal auch Aviazione Nazionale Repubblicana oder seltener Aviazione della RSI genannt, bei den Alliierten Gegnern war sie unter der Bezeichnung National Republican Air Force (NRAF) bekannt. Die A.N.R. operierte zwischen dem 10. Oktober 1943 und dem 29. April 1945 und erzielte bemerkenswerte Erfolge gegen alliierte Bomberformationen und ihren Begleitschutz.

## Politischer Hintergrund
Unmittelbar nach Bekanntgabe des einseitigen Waffenstillstandes mit den Alliierten (Waffenstillstand von Cassibile) am 8. September 1943 setzte sich König Viktor Emanuel III. und die seit Juli 1943 von Marschall Pietro Badoglio als neuer Ministerpräsident geführte Regierung nach Brindisi in Süditalien ab und stellte sich unter den Schutz der Alliierten. Der von deutschen Soldaten aus der Inhaftierung in den Apenninen befreite Diktator Benito Mussolini (Unternehmen Eiche) bildete in dem vom Deutschen Reich besetzten Norditalien einen neuen faschistischen Staat, die Repubblica Sociale Italiana – RSI. Die Hauptstadt dieser faschistischen Republik befand sich in Salò am Gardasee. Mussolinis neuer Kriegsminister Marschall Rodolfo Graziani durfte mit Genehmigung Hitlers eigene Streitkräfte aufstellen. Diese Streitkräfte bestanden aus Soldaten, die den Befehlen der rechtmäßigen italienischen Regierung Pietro Badoglios nicht mehr nachkommen wollten und sich für eine Fortsetzung des Krieges auf Seiten der Deutschen einsetzten. Die neuen faschistischen Streitkräfte gründeten auch eine neue Luftwaffe mit der Bezeichnung Aeronautica Nazionale Repubblicana.

## Geschichte
Nach dem Waffenstillstand Italiens am 8. September 1943 gab Adolf Hitler den Befehl, Italien zu besetzen und seine Streitkräfte – sofern sie sich nicht eindeutig zum Bündnis bekennen – zu entwaffnen, um einen vollständigen Abfall des Landes von der Achse zu verhindern. Deutsche Truppen beschlagnahmten vor allem im Norden über 4.500 italienische Militärflugzeuge, darunter 1.600 Kampfflugzeuge, von denen etwas mehr als 1.000 nach Deutschland gebracht oder unmittelbar in die deutsche Luftwaffe übernommen wurden. Etwa 2.500 italienische Flugzeuge und etwa 10.000 Flugzeugmotoren wurden kurz nach dem Waffenstillstand von deutschen Truppen in Italien zerstört. Das Personal der Regia Aeronautica kehrte entweder ins Zivilleben zurück oder setzte zu einem kleinen Teil den Kampf im Rahmen der Aeronautica Cobelligerante Italiana (auch Regia Aeronautica Cobelligerante) auf alliierter Seite fort. Ein nicht unerheblicher Teil des italienischen Luftwaffenpersonals jedoch erklärte sich spontan bereit, den Kampf auf deutscher Seite fortzusetzen, und wurde daraufhin in deutsche Einheiten eingegliedert. So wurde zum Beispiel eine Jagdgruppe der deutschen Luftwaffe aufgestellt, die mit Macchi MC.205 ausgestattet war, die von deutschen und italienischen Piloten geflogen wurden.
Die Aeronautica Nazionale Repubblicana wurde noch im September 1943 gegründet, als Oberstleutnant Tito Falconi über den Rundfunk der RSI alle auf der Seite Deutschlands kampfwilligen italienischen Piloten zu sich nach Turin-Mirafiori einberief. Kurz danach ernannte ihn Generalfeldmarschall der Luftwaffe Albert Kesselring zum Inspekteur der italienischen Jagdfliegerkräfte (Ispettore della caccia italiana) und beauftragte ihn, die Jagdverbände der neugegründeten Luftstreitkraft zur vollen operativen Einsatz- und Kampfbereitschaft zu führen. Am 23. September 1943, jenem Tag, an dem die Italienische Sozialrepublik mit sechs Tagesbefehlen ausgerufen wurde, tagte der Ministerrat der RSI zum ersten Mal und ernannte Oberstleutnant Ernesto Botto zum Unterstaatssekretär für die Luftstreitkräfte (Sottosegretario per l’Aeronautica), wobei er sein Amt am 10. Oktober 1943 im neu eingerichteten Luftfahrtministerium antrat.
Im Vergleich zu den italienischen Luftwaffenverbänden, die von Süditalien aus auf alliierter Seite als Aeronautica Cobelligerante Italiana bzw. Aviazione Cobelligerante del Sud (englische Abkürzung ICAF oder ICBAF) kämpften, konnte die ANR einen Großteil des bisherigen italienischen Fluggeräts unter ihre Kontrolle bringen und wurde dabei von den vorwiegend in Norditalien angesiedelten Flugzeugherstellern unterstützt, die 1943 mit der Herstellung von leistungsfähigen Jagdflugzeugen der sogenannten Serie 5 (Macchi MC.205, Fiat G.55, Reggiane Re.2005) begonnen hatten. Die Industrie war dadurch in der Lage, weiter Ersatzteile zu liefern, und so bei der Instandsetzung von beschädigten Flugzeugen nicht wie die Verbände im Süden gezwungen, vorhandenes Material aus den Depots aufzubrauchen.
Es gab in Italien nunmehr nach der Teilung des Landes zwei italienische Luftstreitkräfte, aber zu Kampfeinsätzen gegeneinander kam es nicht, da die Aeronautica Cobelligerante Italiana und die Aeronautica Nazionale Repubblicana völlig andere Einsatzgebiete sowie -schwerpunkte hatten. Außerdem lag auch den beteiligten Piloten auf beiden Seiten daran, sich nicht gegenseitig in Kämpfe zu verwickeln, so dass sie nach Aussage von Zeitzeugen des Geschehens im Gegensatz zu den Landstreitkräften in jedem Fall von sich aus Konfrontationen vermieden hätten. Bei den mit der ICAF verbündeten Alliierten, denen es ebenfalls wichtig war, die beiden Luftstreitkräfte auseinanderzuhalten, war die ANR (in besonderem Maße bei der USAAF) unter der Bezeichnung National Republican Air Force (NRAF) bekannt, selten abwertend auch als Italian Fascist Republic Air Force.

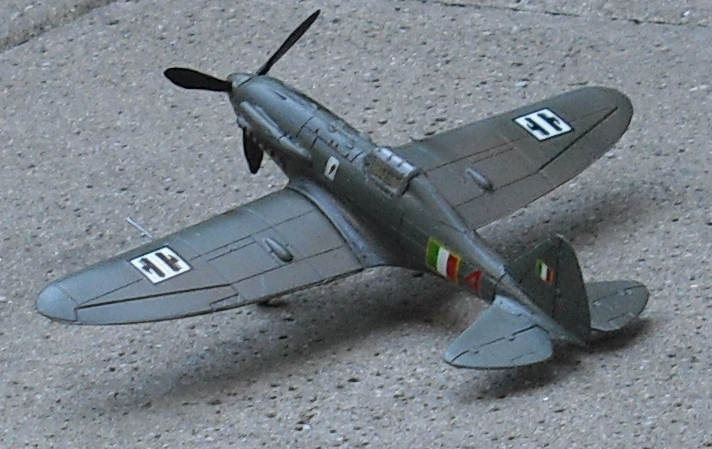
Modell einer Reggiane Re.2005 Saggittario der ANR mit typischer Markierung für Jagdflugzeuge

Die Markierungen der Flugzeuge der Aeronautica Nazionale Repubblicana unterschieden sich erheblich von denen der Regia Aeronautica vor 1943 und von denen der Aeronautica Cobelligerante. Diese bestanden nicht mehr aus runden Kokarden, sondern aus quadratischen Abzeichen mit zwei Fasci (Liktorenbündel) auf den Tragflächen und einer italienischen Flagge ohne Savoyenkreuz in der Mitte, dafür aber mit gezacktem Goldrand auf dem Rumpf, und eine kleinere davon auf dem Leitwerk. Die Maschinen der ANR, die direkt Einheiten der deutschen Luftwaffe unterstellt waren, trugen Balkenkreuze an Rumpf und Tragflächen sowie eine vorher beschriebene kleine italienischen Flagge mit gezacktem Goldrand an der Kabine und am Leitwerk.
Die ANR hatte nach der Rückführung des zunächst in die deutsche Luftwaffe eingegliederten Personals eine Stärke von etwa 34.000 Mann und verfügte 1943 über 700 einsatzfähige Flugzeuge. Von den zunächst verfügbaren 1.800 Piloten flog ein Teil die neuen Jagdflugzeuge der Typen Fiat G.55, Macchi MC.205 und Reggiane Re.2005, der Rest flog Unterstützungsflugzeuge oder wurde auf deutsche Muster umgeschult, insbesondere auf die Messerschmitt Bf 109 (zu diesem Zeitpunkt in den Versionen G-6 und später auch G-10). Die Macchi MC.202, der ausgezeichnet bewährte Vorgänger der MC.205, wurde hingegen nach einer kurzen Einsatzzeit zu Beginn fast nur noch zur Jagdschulung verwendet, da er mit den neueren Maschinen der Alliierten in Geschwindigkeit und Bewaffnung nicht mehr mithalten konnte. Die Bomber und Transportflugzeuge der ANR waren größtenteils deutschen Luftwaffeneinheiten zugeteilt und flogen meist Transporteinsätze an der Ostfront, in manchen Fällen aber auch Bombenangriffe. Daneben gab es noch die Torpedoflieger, die mit ihren Savoia Marchetti SM.79 die alliierten Flottenverbände im Mittelmeer angriffen, einige Male flogen diese bis nach Gibraltar.
Die oftmals eigenständig von der deutschen Luftwaffe operierenden Verbände der ANR erzielten bis zum Ende April 1945 bemerkenswerte Erfolge gegen alliierte Bomberformationen und ihren Begleitschutz. Um Mitte 1944 waren die alliierten Bomberverbände wegen der ständigen Angriffe der ANR in Norditalien gezwungen, die Anflüge Richtung Deutschland von Nordafrika aus einzustellen (wie auch die Rückflüge), so dass Norditalien nicht länger ein Drehkreuz alliierter Bombenangriffe in Richtung Deutsches Reich war. Als Reaktion griff die USAAF wiederholt die Flugplätze der ANR im Friaul wie z. B. Campoformido bei Udine, ohne jedoch die ANR ernsthaft zu treffen, da diese ihre Jagdmaschinen wie auch anderswo zunehmend in den umliegenden Waldgebieten versteckte.
Am 25. Juli 1944 kam es zum einzigen bekannten Einsatz von ANR-Jägern außerhalb von Norditalien, als einige Maschinen, hauptsächlich Bf 109G-6 und G-10 neben einigen Fiat G.55 und Macchi MC.205, nach Tulln bei Linz in Österreich verlegt wurden. Hier griffen sie zusammen mit Jägern der Deutschen Luftwaffe durch intensives Flakfeuer zerschlagene „Boeing B-17“-Formationen an, die über der Stadt ihre neue Einflugschneise ins Deutsche Reich ausgesucht hatten. Dieser Einsatz, bei dem zahlreiche US-Bomber und Begleitjäger (darunter auch mehrere P-51 Mustang) abgeschossen wurden, endete um Mitte Januar 1945 mit der Rückverlegung der ANR-Flugzeuge zu ihren Stammflugplätzen.
Allerdings stiegen mit dem Fortschreiten des Krieges auch die Verluste an Flugzeugen an, der auch an den Besatzungen nicht spurlos vorbeiging. Sowohl Material als auch Personal sahen sich aufgrund des hohen Einsatzstandes starker Belastung ausgesetzt. Da die Macchi-Flugzeugwerke im Jahr 1944 bei mehreren Luftangriffen der USAAF schwer beschädigt wurden, fiel hier die Produktion wie auch bei anderen betroffenen Herstellern zeitweilig aus, so dass es erforderlich wurde, immer mehr neue als auch gebrauchte Messerschmitt Bf 109 in den Ausführungen G-10 und G-14 an die ANR zu liefern, zumal die Weiterentwicklungen der italienischen Hersteller wie etwa die Reggiane Re.2006 Saggittario II, Fiat G.56 Centauro II sowie Macchi MC.206 wegen der kriegsbedingten Umstände vor Ort nicht mehr in die Serienfertigung gegeben werden konnten.
Gegen Ende 1944 bzw. Anfang 1945 erhielt die ANR noch ihre stärksten Jagdflugzeuge, insgesamt 19 Exemplare der Messerschmitt Bf 109K-4, mit einer Höchstgeschwindigkeit von 727 km/h die letzte und schnellste zum Einsatz gekommene Version der Bf 109. Diese Maschinen, von den Piloten Centonove Kappa (Einhundertneun K) oder Kappa Quattro (K Vier) genannt, erwiesen sich als wertvolle Verstärkung, waren jedoch zu wenige, um noch einen Einfluss auf den Kriegsverlauf nehmen zu können. Ihre letzten Flugzeuge erhielt die ANR noch am 28. April 1945, jenem Tag, an dem Mussolini von Partisanen erschossen wurde. Es waren fünf Bf 109K-4, die auf dem Flugplatz Orio al Serio bei Bergamo eintrafen, und bei einem Einsatz am frühen Nachmittag desselben Tages – höchstwahrscheinlich der letzte Luftkampf der ANR – wurden ohne Verluste einige B-26-Bomber abgeschossen.
ANR-Jäger schossen insgesamt 257 alliierte Flugzeuge ab, die zur ANR gehörige Flugabwehr verzeichnete weitere 156 Abschüsse, wobei sich die Angaben in beiden Fällen auf nur einwandfrei schriftlich bestätigte Abschusszahlen beziehen. Tatsächlich sind diese weit höher, da nicht ganz genau darüber Buch geführt und Abschüsse unter Beteiligung mehrerer Piloten oder FlaK-Geschütze zusammengelegt wurden. Wie schon bei der Regia Aeronautica bis September 1943 wurde auch bei der ANR mehr Wert auf die Zählung der Abschüsse des Verbandes als auf individuelle Abschusszahlen der einzelnen Piloten gelegt.
Daneben kämpfte der ANR-Fallschirmjägerverband Nembo (später in Folgore umbenannt) als Infanterie an der Seite deutscher Verbände. Der bedeutendste Einsatz dieses Verbandes war bei Anzio/Nettuno (Operation Shingle bzw. Schlacht um Anzio-Nettuno), wobei sich die von der Italienischen Sozialrepublik neu aufgestellten Fallschirmjägereinheiten an der Seite von Einheiten der Armee der Sozialrepublik Italien (ENR), der Wehrmacht und Waffen-SS gut bewährten, auch wenn es letztlich nicht gelang, die Landung der Alliierten zurückzuwerfen.
Von allen italienischen Teilstreitkräften erwies sich (wie schon in der Zeit vor 1943) die Luftwaffe als die erfolgreichste. Als ab dem 29. April 1945 jeder weitere Flugbetrieb aufgrund des Vormarsches der Alliierten am Boden, der Auflösung der Jagd-Bodenkontrolle in Lonate Pozzolo unweit des Flugplatzes Campo della Promessa sowie Treibstoffmangel unmöglich geworden war, lösten sich die verbliebenen noch einsatzfähigen fliegenden Einheiten auf, wobei die Piloten mit dem Bodenpersonal in vielen Fällen ihre Fluggeräte zerstörten und sich ergaben.
Nach der Niederlage der Achsenmächte in Norditalien, die im Rahmen des Waffenstillstands von Caserta in der Nacht vom 2. zum 3. Mai 1945 wirksam wurde, lösten die Alliierten die ANR und alle anderen militärischen Verbände der faschistischen Republik von Salò auf. Teile des Materials wurden von der Aeronautica Cobelligerante Italiana übernommen, die ab Juni 1946 unter dem Namen Aeronautica Militare Italiana – AMI firmierte. Die AMI übernahm z. T. auch ehemaliges Personal der ANR.

## Gliederung der Geschwader
- 1° Gruppo caccia “Asso di bastoni”
- 2° Gruppo caccia “Gigi Tre Osei”
- 3° Gruppo caccia “Francesco Baracca”
- Squadriglia complementare d’allarme “Montefusco-Bonet”
- Gruppo Aerosiluranti Buscaglia Faggioni (auch bekannt als Gruppo Buscaglia)
- Gruppo Bombardamento Terrestre
- 1°Gruppo Aerotrasporti “Terraciano” (in Riga-Spilve/Lettland ab Juni 1944 unter Führung der 1. Staffel der Transportfliegergruppe 10 der Luftwaffe an der nördlichen Ostfront)

## Flugzeuge der ANR
Jagdflugzeuge
- Fiat G.55 Centauro
- Macchi MC.205 Veltro (ital. für Jagd- oder Windhund)
- Reggiane Re.2005 Saggittario
- Messerschmitt Bf 109G-6, G-10, G-14, K-4
- Dewoitine D.520

Schwere Jagdflugzeuge (Zerstörer)
- Messerschmitt Bf 110C-4, G-4a

Bomber
- CRDA Cant Z.1007bis Alcione
- Savoia-Marchetti SM.79-III Sparviero

 Transportflugzeuge
- Fiat G.12
- Savoia-Marchetti SM.81 Pipistrello
- Savoia-Marchetti SM.82 Canguro
- Savoia-Marchetti SM.84
- Savoia-Marchetti SM.95
- Piaggio P.108T

Verbindungsflugzeuge
- Fieseler Fi 156C-2 Storch (Cicogna)
- Nardi FN.305
- Saiman 202

Ausbildungs-Jagdflugzeuge
- Fiat G.50 Freccia (auch als Doppelsitzer CMASA G.50B)
- Macchi MC.202 Folgore
- Reggiane Re.2001 Falco II
- Messerschmitt Bf 109G-12 (Doppelsitzer-Version der Bf 109)

Schulflugzeuge
- AVIA FL.3
- Breda Ba.39

## Führende Offiziere der ANR
- General Giuseppe Baylon – erster und einziger Stabschef (Capo di Stato Maggiore) der ANR
- General Arrigo Tessari
- Oberst Tito Falconi
- Oberstleutnant Ernesto Botto

## Berühmte Piloten der ANR
- Adriano Visconti (26 Luftsiege)
- Franco Lucchini (26)
- Luigi Gorrini (19)
- Ugo Drago (16)
- Mario Bellagambi (13)
- Ennio „Banana“ Tarantola (11)
- Raffaele Valenzano (8)
- Carlo Cavagliano
- Alberto Beneforti
- Mario Cavatore
- Remo Lugari
- Aurelio Morandi
- Giulio Torresi
- Giovanni Bonet
- Fausto Fornaci
- Giuseppe Robetto
- Antonino Weiss
- Aldo Alessandrini
- Giuseppe Gianelli
- Carlo Magnaghi
- Fausto Filippi
- Renato Patton
- Carlo Faggioni – Torpedoflieger
- Marino Marini – Torpedoflieger
- Irnerio Bertuzzi – Torpedoflieger
- Ottone Sponza – Torpedoflieger
- Francesco Pandolfo – Torpedoflieger
- Domenico De Lieto – Torpedoflieger
- Mario Casali – Torpedoflieger
- Francesco Del Prete – Torpedoflieger
- Marcello Perina – Torpedoflieger